# District de Koriya
Le district de Koriya  (hindi : कोरिया जिला) est un district de l'état du Chhattisgarh, en Inde,

## Géographie
Au recensement de 2011, sa population comptait 658 917 habitants.
Son chef-lieu est la ville de Baikunthpur. 